# Étuz
Étuz és un municipi francès situat al departament de l'Alt Saona i a la regió de Borgonya - Franc Comtat. L'any 2007 tenia 654 habitants.

## Demografia

### Població
El 2007 la població de fet d'Étuz era de 654 persones. Hi havia 240 famílies, de les quals 47 eren unipersonals (16 homes vivint sols i 31 dones vivint soles), 75 parelles sense fills, 98 parelles amb fills i 20 famílies monoparentals amb fills.
La població ha evolucionat segons el següent gràfic:
Habitants censats

### Habitatges
El 2007 hi havia 272 habitatges, 252 eren l'habitatge principal de la família, 4 eren segones residències i 17 estaven desocupats. 222 eren cases i 50 eren apartaments. Dels 252 habitatges principals, 192 estaven ocupats pels seus propietaris, 58 estaven llogats i ocupats pels llogaters i 2 estaven cedits a títol gratuït; 2 tenien una cambra, 7 en tenien dues, 35 en tenien tres, 56 en tenien quatre i 151 en tenien cinc o més. 202 habitatges disposaven pel capbaix d'una plaça de pàrquing. A 99 habitatges hi havia un automòbil i a 142 n'hi havia dos o més.

### Piràmide de població
La piràmide de població per edats i sexe el 2009 era:
| Homes | Edats   | Dones |
| ----- | ------- | ----- |
| 0     | 95 o +  | 0     |
| 0     | 90 a 94 | 4     |
| 0     | 85 a 89 | 0     |
| 0     | 80 a 84 | 0     |
| 4     | 75 a 79 | 4     |
| 8     | 70 a 74 | 4     |
| 20    | 65 a 69 | 12    |
| 4     | 60 a 64 | 24    |
| 8     | 55 a 59 | 8     |
| 16    | 50 a 54 | 16    |
| 36    | 45 a 49 | 28    |
| 16    | 40 a 44 | 24    |
| 28    | 35 a 39 | 24    |
| 8     | 30 a 34 | 20    |
| 20    | 25 a 29 | 16    |
| 28    | 20 a 24 | 32    |
| 28    | 15 a 19 | 20    |
| 24    | 10 a 14 | 16    |
| 32    | 5 a 9   | 24    |
| 16    | 0 a 4   | 24    |

## Economia
El 2007 la població en edat de treballar era de 445 persones, 338 eren actives i 107 eren inactives. De les 338 persones actives 321 estaven ocupades (167 homes i 154 dones) i 17 estaven aturades (8 homes i 9 dones). De les 107 persones inactives 47 estaven jubilades, 42 estaven estudiant i 18 estaven classificades com a «altres inactius».

### Ingressos
El 2009 a Étuz hi havia 267 unitats fiscals que integraven 686 persones, la mediana anual d'ingressos fiscals per persona era de 20.285 €.

### Activitats econòmiques
Dels 20 establiments que hi havia el 2007, 1 era d'una empresa de fabricació d'altres productes industrials, 1 d'una empresa de construcció, 7 d'empreses de comerç i reparació d'automòbils, 2 d'empreses de transport, 2 d'empreses financeres, 3 d'empreses de serveis, 3 d'entitats de l'administració pública i 1 d'una empresa classificada com a «altres activitats de serveis».
L'únic servei als particulars que hi havia el 2009 era una oficina bancària.
L'únic establiment comercial que hi havia el 2009 era una botiga de menys de 120 m².
L'any 2000 a Étuz hi havia 6 explotacions agrícoles.

## Equipaments sanitaris i escolars
El 2009 hi havia una escola elemental integrada dins d'un grup escolar amb les comunes properes formant una escola dispersa.

## Poblacions més properes
El següent diagrama mostra les poblacions més properes.